# Eleição municipal de Araucária em 2024
A eleição municipal de Araucária em 2024 ocorreu no dia 6 de outubro, com o objetivo de eleger um prefeito, um vice-prefeito e 13 vereadores, que serão responsáveis pela administração do município entre os anos de 2025 e 2029.

## Contexto
Na eleição de 2020, o incumbente Hissam Dehaini (Cidadania) foi reeleito prefeito com 89,40% dos votos, sendo o primeiro prefeito da história da cidade a conseguir tal feito. Em 2º colocado, ficou Gustavo Botogoski (PSL), com 4,52%.
Em 2024, Araucária possui 110.243 eleitores aptos a votar nas eleições. Para 2024, como o atual prefeito não poderia concorrer a um 3º mandato, muita era especulação para possíveis candidatos à sucessão de Hissam, e para quem seria o seu apoio. Inicialmente sendo a vice-prefeita Hilda Lukalski, por fim o candidato escolhido como sucessor foi o médico Cláudio Bednarczuk, que enfrentará outros 9 candidatos no pleito.

## Candidatos

#### Doutor Cláudio (UNIÃO)
Cláudio Bednarczuk, 66, é médico ginecologista e obstetra, tendo atuação em hospitais em Araucária. Foi escolhido em convenção como o candidato à sucessão do prefeito Hissam (UNIÃO). A primeiro momento, o vice escolhido era o presidente da Câmara de Vereadores de Araucária Ben Hur Custódio (UNIÃO), porém devido à reações sobre sua candidatura, Ben Hur renunciou à candidatura e indicou sua esposa Vanessa Maciel para substitui-lo. É candidato pela coligação O Trabalho Continua, que possui União Brasil, PSD e Republicanos.

#### Doutor Gustavo (PL)
Gustavo Botogoski, 48, é advogado e engenheiro agrônomo. Foi secretário de agricultura de Araucária, candidato a vice-prefeito em 2012 e candidato a prefeito em 2020. A candidata à vice é a ex-vereadora Tatiana Assuiti (SD). É candidato da coligação Araucária Cada Vez Melhor, formada por PL, Solidariedade e Avante.

#### Samuca (PT)
Samuel Almeida, 58, é advogado. Foi secretário de planejamento de Araucária por 6 anos, e anteriormente candidato a vereador em 1996 e 2000. Inicialmente, o diretório municipal do PT de Araucária escolheu Samuca como candidato, porém enfrentou oposição do Partido Verde, que buscava a indicação de Rosane Ferreira como candidata à prefeita. O diretório estadual da FE Brasil chegou a interferir na escolha e impor que Rosane fosse candidata, porém posteriormente ela renunciou à candidatura por não conseguir pacificar a ala municipal do PT e do PCdoB. Por fim, Samuca foi indicado candidato, com Carlos Eduardo da Silva (Kdu) como vice.

#### Juliano Borghetti (PP)
Juliano Borghetti, 53, é empresário e irmão da ex-governadora Cida Borghetti. Foi vereador de Curitiba de 2009 a 2012 e secretário de educação de Araucária. Foi escolhido pelo Progressistas para ser candidato a prefeito, tendo o ex-secretário de meio ambiente Vitor Cantador como vice.

#### Marjorie Ferreira (MDB)
Marjorie Ferreira, 29, é advogada e irmã do político Olizandro Júnior. O partido havia indicado a priori o ex-prefeito Olizandro Ferreira como candidato majoritário, porém na convenção foi decidido que sua filha Marjorie fosse a candidata à prefeitura, tendo o ex-vice-prefeito Hino Dirlei como vice.

#### Rafael Dantas (PRD)
Rafael Dantas, 37, é ex-policial militar e irmão do deputado estadual Samuel Dantas. Em 2018 e 2022, disputou o cargo de deputado federal. Foi escolhido candidato da coligação Deus no Comando, que conta com o PRD e o AGIR. O vice é o sargento Silvio Sumocoski.

#### Irineu Cantador (DC)
Irineu Cantador, 64, é despachante e político, eleito vereador em 2020. Vereador por algumas oportunidades, foi candidato a prefeito em 1996 e a vice em 2008. O candidato a vice é o empresário Eliceu Palmonari. Palmonari era pré-candidato pelo PMB, escolhido em convenção, porém firmou acordo para compor a chapa de Irineu posteriormente. A coligação se chama Por uma Araucária Humana e Justa.

#### Albanor Zezé (PODE)
Albanor José Ferreira Gomes, o Zezé, 79, é advogado e político. Foi prefeito de Araucária por três mandatos, eleito em 1988, 2000 e 2008. Inicialmente, o Podemos tinha indicado o ex-conselheiro tutelar Eduardo Mello para a disputa, porém o mesmo renunciou para que Zezé fosse candidato. O vice é Genésio Natividade, que a primeiro momento era pré-candidato a prefeito pela REDE Sustentabilidade, entretanto em nova convenção foi firmada a coligação Juntos Podemos Mais, reunindo o Podemos e a Federação PSOL REDE.

#### Fábio Alceu (PSB)
Fábio Alceu, 43, é engenheiro civil e político, tendo sido vereador na legislatura 2017-2020. Foi escolhido candidato pela coligação Muito Mais por Araucária, com o PDT. A primeiro momento o PDT tinha como pré-candidato a prefeito Vilton da Plug, porém posteriormente firmou a aliança com o PSB, indicando Vilton como candidato à vereador e Doutor Cid como vice de Alceu.

#### Genildo Carvalho (Cidadania)
Genildo Carvalho, 47, é empresário e político, tendo sido secretário de governo de Araucária e vice-presidente da Federação Paranaense de Futebol. É candidato pela Federação PSDB Cidadania, tendo como vice o guarda municipal Guimarães, do PSDB. 
| Prefeito(a) | Prefeito(a)                           | Prefeito(a)       | Prefeito(a)       | Vice-prefeito(a)    | Vice-prefeito(a)  | Coligação                                           | Número eleitoral | Referência    |
| Foto        | Candidato(a)                          | Partido Federação | Partido Federação | Candidato(a)        | Partido Federação | Coligação                                           | Número eleitoral | Referência    |
| ----------- | ------------------------------------- | ----------------- | ----------------- | ------------------- | ----------------- | --------------------------------------------------- | ---------------- | ------------- |
|             | Doutor Cláudio Claudio Bednarczuk     |                   | UNIÃO             | Prof. Vanessa       | UNIÃO             | O Trabalho Continua União Brasil, PSD, Republicanos | 44               | [ 4 ] [ 33 ]  |
|             | Doutor Gustavo Luiz Gustavo Botogoski |                   | PL                | Tatiana Assuiti     | SD                | Araucária Cada Vez Melhor PL, Solidariedade, Avante | 22               | [ 34 ] [ 35 ] |
|             | Samuca Samuel Almeida da Silva        |                   | PT FE BRASIL      | Kdu Silva           | PT FE BRASIL      | FE Brasil da Esperança PT, PV e PCdoB               | 13               | [ 36 ] [ 37 ] |
|             | Juliano Borghetti                     |                   | PP                | Vitor Cantador      | PP                | Chapa puro-sangue                                   | 11               | [ 38 ] [ 39 ] |
|             | Marjorie Ferreira                     |                   | MDB               | Hino Dirlei Falat   | MDB               | Chapa puro-sangue                                   | 15               | [ 40 ]        |
|             | Rafael Dantas                         |                   | PRD               | Sargento Sumocoski  | PRD               | Deus no Comando PRD, AGIR                           | 25               | [ 41 ]        |
|             | Irineu Cantador                       |                   | DC                | Eliceu Palmonari    | PMB               | Por uma Araucária Humana e Justa DC, PMB            | 27               | [ 42 ]        |
|             | Albanor Zezé                          |                   | PODE              | Genésio Natividade  | REDE              | Juntos Podemos Mais PODE, Federação PSOL REDE       | 20               | [ 43 ] [ 44 ] |
|             | Fábio Alceu                           |                   | PSB               | Doutor Cid Ferreira | PDT               | Muito Mais por Araucária PSB, PDT                   | 40               | [ 45 ]        |
|             | Genildo Carvalho                      |                   | CIDADANIA         | GM Guimarães        | PSDB              | Federação PSDB Cidadania                            | 23               | [ 46 ]        |

### Desistências
| Prefeito(a) | Prefeito(a)    | Prefeito(a)       | Prefeito(a)       | Vice-prefeito(a) | Vice-prefeito(a)  | Coligação                                           | Número eleitoral |
| Foto        | Candidato(a)   | Partido Federação | Partido Federação | Candidato(a)     | Partido Federação | Coligação                                           | Número eleitoral |
| ----------- | -------------- | ----------------- | ----------------- | ---------------- | ----------------- | --------------------------------------------------- | ---------------- |
|             | Hilda Lukalski |                   | PSD               | Ben Hur Custódio | UNIÃO             | O Trabalho Continua União Brasil, PSD, Republicanos | 55               |

Hilda Lukalski (PSD): A atual vice-prefeita era a pré-candidata da coligação O Trabalho Continua, e na véspera da convenção emitiu uma carta dizendo que gostaria de indicar um vice que não fosse Ben Hur Custódio. Na convenção, a pré-candidata reforçou o pedido, que desagradou ao prefeito Hissam e algumas lideranças ali presentes. Por fim, Hilda desistiu da candidatura e o União Brasil indicou Cláudio Bednarczuk como candidato, para manter Ben Hur vice.

## Pesquisas eleitorais
Pesquisas eleitorais são levantamentos estatísticos realizados para medir a preferência do eleitorado sobre os candidatos. Tem como objetivo identificar as tendências de apoio dos candidatos em diferentes momentos da campanha.
| Fonte            | Data(s) conduzida(s) | Amostragem | Dr. Gustavo PL   | Zezé PODE     | Dr. Cláudio UNIÃO | Dantas PRD | Marjorie MDB | Alceu PSB | Irineu DC | Samuca PT | Juliano PP | Genildo CID |       |       |       |
| ---------------- | -------------------- | ---------- | ---------------- | ------------- | ----------------- | ---------- | ------------ | --------- | --------- | --------- | ---------- | ----------- | ----- | ----- | ----- |
| Fonte            | Data(s) conduzida(s) | Amostragem | Linear Pesquisas | 5-10/Set/2024 | 1.000             | 21,48%     | 14,69%       | 13,59%    | 7,59%     | 6,09%     | 4,80%      | 3,30%       | 2,00% | 1,70% | 1,10% |
| Linear Pesquisas | 26/Set-3/Out/2024    | 1.000      | 26,80%           | 6,70%         | 24%               | 5,80%      | 8,10%        | 1,60%     | 2,10%     | 3,60%     | 0,80%      | 0,90%       |       |       |       |
| Linear Pesquisas | 26/Set-3/Out/2024    | 1.000      | 19%              | 4,60%         | 12%               | 4,40%      | 4,60%        | 0,70%     | 0,60%     | 2,50%     | 0%         | 0,20%       |       |       |       |

## Resultados

### Eleição para prefeito
Conforme dados do TSE, foram computados 84.818 votantes, sendo 70.687 votos válidos, 3.523 brancos e 3.253 nulos. O resultado completo da eleição para prefeito é:
| Candidatos a prefeito | Candidatos a vice-prefeito | Coligação                                             | Votação | Percentual |
| --------------------- | -------------------------- | ----------------------------------------------------- | ------- | ---------- |
| Doutor Gustavo PL     | Tati Assuiti SD            | Araucária Cada Vez Melhor (PL, Solidariedade, Avante) | 27.892  | 35,74 %    |
| Doutor Cláudio UNIÃO  | Vanessa Maciel UNIÃO       | O Trabalho Continua (União Brasil, PSD, Republicanos) | 26.179  | 33,54%     |
| Albanor Zezé PODE     | Genésio Natividade REDE    | Juntos Podemos Mais (PODE, Federação PSOL REDE)       | 7.355   | 9,42%      |
| Marjorie Ferreira MDB | Hino Dirlei MDB            | MDB Chapa pura                                        | 4.866   | 6,24%      |
| Fábio Alceu PSB       | Doutor Cid PDT             | Muito Mais por Araucária (PSB, PDT)                   | 4.779   | 6,12%      |
| Rafael Dantas PRD     | Sgto. Sumocoski PRD        | Deus no Comando (PRD, AGIR)                           | 2.488   | 3,19%      |
| Samuca PT             | Kdu PT                     | FE Brasil da Esperança (PT, PV e PCdoB)               | 2.137   | 2,74%      |
| Irineu Cantador DC    | Eliceu Palmonari PMB       | Por Uma Araucária Humana e Justa (DC, PMB)            | 1.444   | 1,85%      |
| Genildo CID           | GM Guimarães PSDB          | Federação PSDB Cidadania                              | 595     | 0,76%      |
| Juliano Borghetti PP  | Vitor Cantador PP          | PP Chapa pura                                         | 307     | 0,39%      |
| Fontes:               |                            |                                                       |         |            |

### Eleição para vereador
Ao todo, foram eleitos 13 vereadores, tendo influência do Quociente eleitoral. Os eleitos na ocasião são:
| Candidato(a)              | Partido | Votos | Percentual |
| ------------------------- | ------- | ----- | ---------- |
| Vagner Chefer             | PSD     | 3.511 | 4,58%      |
| Pedrinho da Gazeta        | PSD     | 2.548 | 3,32%      |
| Prof. Valter              | SD      | 2.466 | 3,21%      |
| Olizandro Júnior          | MDB     | 2.443 | 3,18%      |
| Vilson Grilo              | UNIÃO   | 2.207 | 2,88%      |
| Paulinho Cabeleireiro     | UNIÃO   | 2.178 | 2,84%      |
| Celso Nicácio             | PSD     | 1.817 | 2,37%      |
| Leandro da Academia       | SD      | 1.682 | 2,19%      |
| Fábio Pedroso             | PL      | 1.674 | 2,18%      |
| Gilmar do Sindimont       | PT      | 1.625 | 2,12%      |
| Investigador Fábio Pavoni | PV      | 1.451 | 1,89%      |
| Pastor Castilhos          | PL      | 1.363 | 1,78%      |
| Nilso Vaz Torres          | PL      | 1.275 | 1,66%      |